# 엘 산토
로돌포 구스만 우에르타(스페인어: Rodolfo Guzmán Huerta, 1917년 9월 23일 ~ 1984년 2월 5일)는 엘 산토(El Santo→성인)라는 이름으로 널리 알려진 멕시코의 루차도르 엔마스카라도, 영화 배우, 민족의 아이콘이다.
엘 산토는 블루 데몬, 밀 마스카라스와 함께 멕시코의 모든 루차도레스의 가장 유명한 우상 중 한 명이며, "멕시코 스포츠의 위대한 전설"로 불린다. 그의 레슬링 경력은 50년 가까이 되며, 이 기간 동안 만화책이나 수십여편의 영화에도 등장하여 멕시코 대중에게 민족의 영웅이자 정의의 상징이 되었다. 그는 역도산이 일본에 프로 레슬링을 전파한 것처럼 멕시코에 프로 레슬링을 대중화한 인물이다. 구스만의 아들은 아버지를 따라 레슬링에 입문하여 엘 이호 델 산토, 또는 '산토의 아들'로 활동하였다.

## 수상
- 멕시칸 네셔널 라이트 헤비웨이트 챔피언 1회
- 멕시칸 네셔널 웰터웨이트 챔피언 1회
- NWA 월드 미들웨이트 챔피언 2회
- NWA 월드 미들웨이트 역사 챔피언 1회